# دوبرودول (ایریگ)
دوبرودول (به صربی: Dobrodol) یک منطقهٔ مسکونی در صربستان است که در Irig municipality واقع شده‌است. دوبرودول ۱۲۷ نفر جمعیت دارد.